# Trmčare
Trmčare (cyr. Трмчаре) – wieś w Serbii, w okręgu rasińskim, w mieście Kruševac. W 2011 roku liczyła 656 mieszkańców.